# Віреон короткокрилий
Віреон короткокрилий (Vireo bellii) — вид горобцеподібних птахів родини віреонових (Vireonidae).

## Поширення
Цей вид гніздиться в центральній і південно-західній частині США та на півночі Мексики протягом бореального літа і мігрує на південь взимку в інші регіони Мексики, вздовж західного узбережжя Центральної Америки до Гватемали, Сальвадору, Гондурасу та Нікарагуа. Населяє помірні вологі низовинні ліси, мескіт, а далі на схід від його ареалу — чагарники прерій.

## Підвиди
Виділяють чотири підвиди:
- Vireo bellii bellii Audubon, 1844 — гніздиться в центральній і південній частині США (від Північної Дакоти на схід до Індіани, на південь до Техасу); мігрує в Мексику, Гватемалу, Сальвадор, Гондурас і (рідко) на північний захід Нікарагуа.
- Vireo bellii medius Oberholser, 1903 — гніздиться на півдні центральної частини США (південь Нью-Мексико, південний захід Техасу) та на півночі центральної Мексики; мігрує до західної Мексики.
- Vireo bellii arizonae Ridgway, 1903 — гніздиться на південному заході США (Невада, Юта, Аризона та Нью-Мексико) та на північному заході Мексики (Нижня Каліфорнія та Сонора); мігрує до західної Мексики.
- Vireo bellii pusillus Coues,1866 — мешкає на півдні Каліфорнії та в мексиканській Нижній Каліфорнії. Мігрує на південь Нижньої Каліфорнії.